# Méson T
Méson T são mésons hipotéticos compostos de um quark top e de um quark up (
T0
), quark down (
T+
), quark strange (
T+
s), ou quark charme (
T0
c). Por causa do curto tempo de vida do quark top, os mésons T não são previstos para serem encontrados na natureza. A combinação de um quark top com um antiquark top não é um méson T, mas sim um topônio. Cada méson T tem uma antipartícula que é composta de um antiquark top e antiquark up (
T0
), antiquark down (
T−
), antiquark strange (
T−
s) e antiquark charme (
T0
c), respectivamente.